# L'altro inizio
L'altro inizio (MaddAddam) è un romanzo di fantascienza post apocalittica e distopica della scrittrice canadese Margaret Atwood, pubblicato nel 2013.
Il romanzo chiude la trilogia MaddAddam, preceduto da L'ultimo degli uomini (Oryx And Crake, 2003) e da L'anno del diluvio (The Year of the Flood, 2009).
L'opera è stata premiata con il Goodreads Choice Awards come miglior libro di fantascienza del 2013.

## Edizioni
- (EN) Margaret Atwood, MaddAddam, 1ª ed., Toronto, McLelland and Stewart, 2013, ISBN 978-0-7710-0846-7.
- (DE) Margaret Atwood, Die Geschichte von Zeb, traduzione di Monika Schmalz, Berlin, 2014, ISBN 978-3-8270-1172-5.
- Margaret Atwood, L'altro inizio, traduzione di Francesco Bruno, Scrittori, n. 23, Milano, Ponte alle Grazie, 2014, ISBN 978-88-6833-223-5.
- (HR) Margaret Atwood, Ludi Adam, traduzione di Katarina Penđer, Zagabria, Lumen izdavaštvo, 2017, ISBN 978-953-342-083-7.
- (PT) Margaret Atwood, Maddaddão, traduzione di Marcia Frazão, Rio de Janeiro, Rocco, 2019, ISBN 978-85-325-3137-7.